# Panaeolopsis sanmartiniana
Panaeolopsis sanmartiniana är en svampart som beskrevs av Singer 1969. Panaeolopsis sanmartiniana ingår i släktet Panaeolopsis och familjen Agaricaceae.   Inga underarter finns listade i Catalogue of Life.